# Municipio de Iowa (condado de Washington)
El municipio de Iowa (en inglés: Iowa Township) es un municipio ubicado en el condado de Washington en el estado estadounidense de Iowa. En el año 2010 tenía una población de 2262 habitantes y una densidad poblacional de 21,05 personas por km².

## Geografía
El municipio de Iowa se encuentra ubicado en las coordenadas 41°27′53″N 91°33′48″O / 41.46472, -91.56333. Según la Oficina del Censo de los Estados Unidos, el municipio tiene una superficie total de 107.44 km², de la cual 106,67 km² corresponden a tierra firme y (0,72 %) 0,77 km² es agua.

## Demografía
Según el censo de 2010, había 2262 personas residiendo en el municipio de Iowa. La densidad de población era de 21,05 hab./km². De los 2262 habitantes, el municipio de Iowa estaba compuesto por el 98,1 % blancos, el 0,4 % eran afroamericanos, el 0,4 % eran amerindios, el 0,22 % eran asiáticos, el 0,09 % eran de otras razas y el 0,8 % eran de una mezcla de razas. Del total de la población el 0,93 % eran hispanos o latinos de cualquier raza.